# Sosnová, Česká Lípa
Sosnová là một làng thuộc huyện Česká Lípa, vùng Liberecký, Cộng hòa Séc.